# フライング警報装置
フライング警報装置（フライングけいほうそうち）は、住之江競艇場で採用されていた競艇のフライング警報装置である。略称はFKS。

## 概要
競艇では、競走で艇がスタートでフライングを切ると、その艇に関わる舟券は全て返還となり、特にSGの優勝戦ともなるとその返還額は数億円に及ぶ事もあるため、フライング防止は主催者にとっては死活問題となっている。そこで1995年8月に住之江競艇場ではフライングの防止のために、スタートラインの手前に設けられた装置が艇の進入のタイミングを自動的に計算して、フライングを切りそうなタイミングで突っ込んできた艇に乗っている選手に対し（選手のヘルメットに装着されている）スピーカーを通じて音を発して減速する（レバーを放る）ように警告するフライング警報装置（FKS）を導入した。
その後、レースではFKSの警報音を鳴らした選手がスリット寸前で大きくアジャストする場面が多く見られ、本当のスタート勝負が出来なくなってレースの面白みに欠くようになった他、装置が数億円と非常に高価なものであったなどの理由で2003年3月に廃止された。